# Aegomorphus quadrigibbus
Aegomorphus quadrigibbus är en skalbaggsart som först beskrevs av Thomas Say 1831. Aegomorphus quadrigibbus ingår i släktet Aegomorphus och familjen långhorningar.
Artens utbredningsområde är:
- Belize.
- Costa Rica.
- El Salvador.
- Panama.
- Venezuela.

Inga underarter finns listade i Catalogue of Life.